# Xuxa 3
Xuxa 3 es el tercer álbum en español y el décimo álbum de estudio e internacional de la presentadora brasileña Xuxa. El álbum fue lanzado el 2 de octubre de 1992 en Argentina y Latinoamérica, USA, México y España por BMG, RCA y Polygram y en otros países de Sudamérica, Estados Unidos y Canadá en pleno éxito de sus programas internacionales en Argentina y España. Para este álbum se seleccionaron canciones de sus dos últimos álbumes brasileños bajo la saga "Xou da Xuxa" que son Xou da Xuxa Seis y Xou da Xuxa Sete. La canción Sensación de Vivir es la única que no aparece en sus álbumes de estudios brasileños ya que fue realizada para el programa Xuxa Park de Tele 5 y se convirtió en sencillo con una aceptación muy positiva en España y América Latina. La canción Vivir es la única que no pertenece a los dos últimos álbumes sino a Xou da Xuxa 3. Las pistas tuvieron grandes cambios y con un toque más latino. De hecho, se bajó el sonido de algunos instrumentos para destacar otros que no se escuchan en los discos brasileños. Actualmente este álbum se encuentra descatalogado. El álbum fue producido por Michael Sullivan, Paulo Massadas y Max Pierre. La dirección de voz y las versiones en español de las canciones fueron escritas y realizadas por Graciela Carballo.
La versión en disco compacto del álbum contiene dos canciones más que su versión en cassette y disco de vinilo: Sensación de Vivir y Xuxa Park.

## Lista de canciones (CD)
| N.º | Título                    | Duración |  |
| 1.  | «El show de Xuxa comenzó» | 4:20     |  |
| 2.  | «Nuestro canto de paz»    | 4:09     |  |
| 3.  | «La pulga»                | 3:10     |  |
| 4.  | «Qué cosa buena»          | 4:18     |  |
| 5.  | «Quién sabe un día»       | 4:13     |  |
| 6.  | «Sensación de vivir»      | 3:53     |  |
| 7.  | «Vivir»                   | 5:04     |  |
| 8.  | «Hoy es día de alegría»   | 4:15     |  |
| 9.  | «La tribu del amor»       | 3:39     |  |
| 10. | «La vida es una fiesta»   | 4:07     |  |
| 11. | «La danza del coco»       | 3:20     |  |
| 12. | «Una equis en tu corazón» | 3:33     |  |
| 13. | «Xuxa Park»               | 4:45     |  |
| 14. | «América total»           | 5:54     |  |

## Lista de canciones (LP)
| N.º | Título                    | Duración |  |
| 1.  | «El show de Xuxa comenzó» | 4:20     |  |
| 2.  | «Nuestro canto de paz»    | 4:09     |  |
| 3.  | «La pulga»                | 3:10     |  |
| 4.  | «Qué cosa buena»          | 4:18     |  |
| 5.  | «Quién sabe un día»       | 4:13     |  |
| 6.  | «Vivir»                   | 5:04     |  |
| 7.  | «Hoy es día de alegría»   | 4:15     |  |
| 8.  | «La tribu del amor»       | 3:39     |  |
| 9.  | «La vida es una fiesta»   | 4:07     |  |
| 10. | «La danza del coco»       | 3:20     |  |
| 11. | «Una equis en tu corazón» | 3:33     |  |
| 12. | «América total»           | 5:54     |  |

## Créditos del álbum
- Producción: Michael Sullivan, Paulo Massadas y Max Pierre
- Dirección de voz en español: Graciela Carballo
- Maquillaje: Bernie Grundman
- Ingeniero de masterización: Chris Bellman
- Fotos: Isabel Garcia
- Coordinación gráfica: Marciso Pena Carvalho
- Coordinación artística: Max Pierre, Marlene Mattos
- Selección de repertorio: Xuxa, Marlene Mattos, Michael Sullivan y Paulo Massadas
- Ingeniero de grabación: Jorge Gordo Guimarães, Luis Guilherme D Orey y Luiz Paulo
- Asistentes de grabación: Marcelo Serôdio, Julio Carneiro, Mauro Moraes, Julinho, Claudinho, Ivan y Billy
- Estudios de grabación: Som Livre, Viva Voz, Lincoln Olivetti, Yahoo, Roupa Nova e Caverna II
- Músico: Roberto Fernandes
- Grabación de coro adulto: Graciela Carballo